# 門岑多夫湖

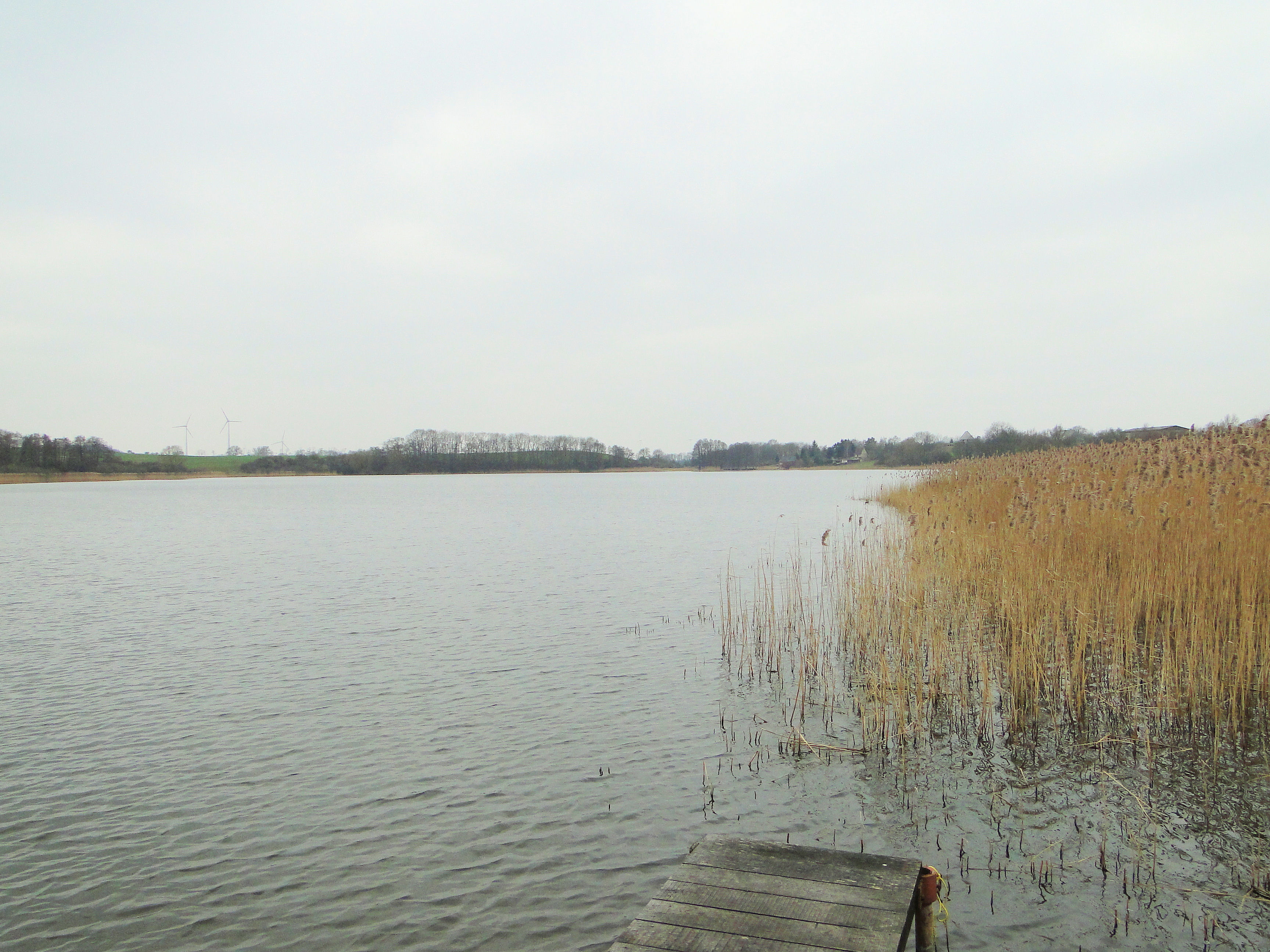

53°50′37″N 11°00′16″E / 53.8436°N 11.0045°E
門岑多夫湖（德語：Menzendorfer See），是德國的湖泊，位於該國東北部，由梅克倫堡-前波美拉尼亞州負責管轄，處於西北梅克倫堡縣，面積0.36平方公里，最大水深18米。